# Carel Gerard Willem Frederik van Vredenburch
Carel Gerard Willem Frederik van Vredenburch ('s-Gravenhage, 20 oktober 1874 − Etterbeek, 3 december 1927) was een Nederlands diplomaat.

## Biografie
Van Vredenburch was een telg uit het regentengeslacht Van Vredenburch en een zoon van bestuurder Johan Frederik van Vredenburch (1782-1849) en Anna Henriette Elisabeth Völcker (1849-1888), telg uit het geslacht Völcker. Hij trouwde in 1905 op kasteel Bereg Var in Hongarije met de Napolitaanse Luisa Capece Minutolo dei Duchi di San Valentino e Marchesi di Bognano (1883-1931) uit welk huwelijk een zoon werd geboren, de topdiplomaat Hendrik Frederik Lodewijk Karel van Vredenburch (1905-1981).
Van Vredenburch behaalde zijn gymnasiumdiploma in 1895 te Zutphen. Hij studeerde rechten in Utrecht waar hij in 1897 slaagde voor het kandidaatsexamen, en in 1900 voor het doctoraal examen staatswetenschappen en waar hij ook in 1900 op stellingen promoveerde in de staatswetenschappen. Daarna trad hij in diplomatieke dienst waar hij bij Koninklijk Besluit van 30 april 1901 werd benoemd tot gezantschapsattaché in algemene dienst. In 1903 legde hij het examen voor gezantschapssecretaris tweede klasse af waarna hij datzelfde jaar als zodanig werd benoemd bij het ministerie van Buitenlandse Zaken in Nederland. Eind 1903 werd hij benoemd tot gezantschapssecretaris te Wenen. In 1905 werd hij daar bevorderd tot gezantschapssecretaris eerste klasse, en trad als zodanig op als secretaris voor Nederland bij de Vredesconferentie van Den Haag van 1907. In 1908 trad hij op als tijdelijk zaakgelastigde te Lissabon. In 1908 werd hij bevorderd tot gezantschapsraad en overgeplaatst van Wenen naar Berlijn. In 1910 werd hij benoemd tot zaakgelastigde te Boekarest met de persoonlijke titel van buitengewoon gezant en gevolmachtigd minister, tevens als zodanig optredend voor Servië. In 1914 werd hij bevorderd tot minister-resident en behield dezelfde persoonlijke titel. In 1917 werd hij met dezelfde titels overgeplaatst naar de hoven van Stockholm, Kopenhagen, en Christiania (Zweden, Denemarken en Noorwegen) waar hij op 16 augustus zijn werkzaamheden begon te Stockholm. Hij bemiddelde na de eerste Wereldoorlog tevens tussen Duitsland en Engeland over de uitwisseling van krijgsgevangenen.
In 1919 werd hij benoemd tot ambassadeur in België, tevens geaccrediteerd bij het Hof van Luxemburg; deze laatste post, waarin hij Henrick van Weede (1854-1921) opvolgde gold als een zware post, gezien de aan de gang zijnde onderhandelingen. Hij hield zich intensief bezig met die onderhandelingen over het Belgisch-Nederlands Verdrag dat in 1925 uiteindelijk na jaren overleg tot stand kwam, diende ter herziening van onder andere de verdragen van 1839 en in 1926 door het Belgisch parlement werd goedgekeurd; door de Nederlandse Eerste Kamer werd het in 1927 verworpen na een succesvolle lobby door het speciaal opgerichte Nationaal Comité van Actie dat werd voorgezeten door Anton Mussert. Hierna duurde het tot ver na de Tweede Wereldoorlog voor er (grens)verdragen tot stand kwamen. Wel kwam onder zijn leiding een verdrag tot stand tussen beide landen inzake intellectuele eigendom. Als ambassadeur en lid van de Nederlandse gemeenschap in Brussel maakten hij en zijn vrouw zich zeer geliefd, ook onder het corps diplomatique.
In 1927 werd hij voorgedragen als ambassadeur bij de Heilige Stoel terwijl zijn goede vriend en minister Frans Beelaerts van Blokland (1872-1956) hem in Brussel zou opvolgen. Dit vond door het onverwachte overlijden van Van Vredenburch geen doorgang.
Van Vredenburch was drager van vele buitenlandse onderscheidingen. In 1911 werd hij benoemd tot ridder in de Orde van de Nederlandse Leeuw, in 1926 tot Grootofficier in de Orde van Oranje-Nassau.
in 1924 gaf Van Vredenburch het omvangrijke familiearchief in bewaring van het Algemeen Rijksarchief, onder enkele beperkende voorwaarden. In datzelfde jaar sloot hij een overeenkomst met de gemeente Rijswijk om de tol op de daar gelegen Van Vredenburchweg over te nemen.
Jhr. dr. C.G.W.F. van Vredenburch overleed in 1927 op 52-jarige leeftijd in een kliniek in Etterbeek, na een blindedarmontsteking; voor zijn overlijden werd de Amsterdamse chirurg Otto Lanz (1865-1935) nog om hulp gevraagd en die kwam naar Brussel maar gezien zijn zwakke hart kon een operatie geen doorgang vinden en overleed hij. Zijn weduwe werd bezocht door prinses Elisabeth van België en zijn begrafenis in zijn geboorteplaats werd onder anderen bijgewoond door prins Hendrik van Mecklenburg-Schwerin in persoon.

## Na zijn overlijden
Van Vredenburchs erfgenamen werden na zijn overlijden ‘gechanteerd’ door François van 't Sant. Het is vrijwel zeker dat van ‘t Sant hiertoe werd gedwongen als vertrouwenspersoon van Koningin Wilhelmina. Zij had Van ‘t Sant ingeschakeld om de vele affaires en grote schulden (ca. 3.5 miljoen gulden) van haar man, Prins Hendrik, buiten de publiciteit tot een goed einde te brengen. De affaire-Elisabeth le Roi.  
Men vermoed dat Prins Hendrik zijn vriend Van Vredenburch in deze affaire met deze dame heeft betrokken. Toen echter Van Vredenburch onverwacht overleed confronteerde zij Van ‘t Sant met het betalen van een grote som geld ter ondersteuning van de kosten voor het opvoeden van een kind dat z.g. van Van Vredenburch was maar vrijwel zeker in werkelijkheid van Prins Hendrik.  